# Nasko Sirakov
Nasko Petkov Sirakov (Stara Zagora, Bulgaria, 26 de abril de 1962) es un exfutbolista búlgaro que se desempeñaba como delantero. Como jugador, Sirakov es considerado una leyenda del Levski Sofia y el escudero de Hristo Stoichkov en la selección de fútbol de Bulgaria de los 80 y 90.
Sirakov superó los 300 goles en su carrera deportiva y actualmente ejerce de director deportivo en el Levski.

## Clubes
| Club              | País     | Año         | Partidos | Goles |
| PFC Levski Sofia  | Bulgaria | 1980        | 3        | 0     |
| PFC Spartak Varna | Bulgaria | 1980 - 1981 | 21       | 4     |
| FC Haskovo        | Bulgaria | 1981 - 1982 | 35       | 8     |
| PFC Levski Sofia  | Bulgaria | 1983 - 1988 | 131      | 89    |
| Real Zaragoza     | España   | 1988 - 1990 | 41       | 10    |
| RCD Español       | España   | 1990 - 1991 | 24       | 3     |
| PFC Levski Sofia  | Bulgaria | 1991 - 1992 | 27       | 26    |
| RC Lens           | Francia  | 1992        | 11       | 3     |
| PFC Levski Sofia  | Bulgaria | 1993 - 1994 | 57       | 51    |
| PFC Botev Plovdiv | Bulgaria | 1995        | 20       | 4     |
| PFC Slavia Sofia  | Bulgaria | 1995 - 1998 | 36       | 19    |

- Datos: Q1366521